# 須田さぎり
須田 さぎり（すだ さぎり）は、日本の女性漫画家。東京都出身。「Gファンタジー」にてデビュー。

## 作品一覧

### 連載終了
- 薔薇色の目眩（ウンポコ、新書館）
- 乙女のしるし!（2008年 - 2009年、まんがぱれっとLite、一迅社）
- 俺の眼鏡を知らないか?（2009年 - 2011年、まんがライフMOMO、竹書房）
- 乱視一八〇度（B's-LOG、エンターブレイン）
- なごみめ（comic B's-LOG、エンターブレイン）

### 単行本
- メガギフト（エンターブレイン、単巻）
- スウィートマイティーガールズ（月刊電撃コミックガオ!、メディアワークス、全2巻）
- ハニー・コスモス（月刊コミックアライブ、メディアファクトリー、単巻）
- ひざまずいてメガネをかけろ（B's-LOG、エンターブレイン、単巻）
- Kanon & AIRアンソロジーコミック -はらぺこ-（エンターブレイン、単巻）
- 熱闘! 野球女子 フルスイングの野球愛コミックエッセイ（メディアファクトリー、単巻）